# Santa Marina
Pour les articles homonymes, voir Santa Marina (homonymie).
Santa Marina est une commune d'environ 3 200 habitants de la province de Salerne, dans la région Campanie, en Italie.

## Administration
| Période                                  | Période | Identité | Étiquette | Qualité |
| ---------------------------------------- | ------- | -------- | --------- | ------- |
|                                          |         |          |           |         |
| Les données manquantes sont à compléter. |         |          |           |         |

### Hameaux
Policastro Bussentino, Poria, Lupinata.

### Communes limitrophes
Ispani, Morigerati, San Giovanni a Piro, Torre Orsaia, Tortorella, Vibonati.